# Srpska liga Vojvodina
La Srpska liga Vojvodina (in cirillico Српска лига Војводина), è uno dei 4 gironi che compongono la Srpska Liga, la terza divisione del campionato serbo di calcio. Questo girone comprende le squadre della Voivodina, la parte settentrionale della Serbia.
È organizzato dalla Fudbalski savez Vojvodine (FSV), la federazione calcistica della Voivodina.
La squadra vincitrice viene promossa in Prva Liga Srbija, le peggiori retrocedono nei gironi voivodinesi della Zonska Liga.

## Albo d'oro
- In verde le squadre che hanno ottenuto la promozione nella categoria superiore.

### Vojvođanska liga
Durante gli anni della Jugoslavia socialista la Vojvođanska liga era una delle 8 republičke lige che componevano il terzo livello calcistico. È rimasta sempre al terzo livello eccetto nei seguenti periodi:
- 1962–1968 : le squadre della Voivodina sono nello stesso gruppo di quelle di Belgrado nel Severna Grupa Srpske Lige (gruppo settentrionale della Srpska Liga). Nel biennio 1962–1964 la Vojvođanska liga non viene disputata (ci sono più gironi), viene ripristinata nel 1964 come quarto livello.
- 1988–1992 : la Federazione crea la 3. Savezna liga, la terza divisione a livello inter-repubblicano. La Vojvođanska liga scala a quarto livello.
- 1992–1995 : la Jugoslavia si è dissolta. La terza divisione è rappresentata, come nel periodo 1962–1968, dalla Severna Grupa Srpske Lige e la Vojvođanska liga è al quarto livello.

| Stagione | Primo                    | Secondo              | Terzo                       | Note                                          |
| -------- | ------------------------ | -------------------- | --------------------------- | --------------------------------------------- |
| 1958–59  | Radnički Kikinda         | Rusanda Melenci      | Radnik Vrbas                |                                               |
| 1959–60  | Dinamo Pančevo           | Bačka B. Palanka     | Bratstvo-Jedinstvo Bečej    |                                               |
| 1960–61  | Bratstvo-Jedinstvo Bečej | Železničar Inđija    | Proleter Zrenjanin          |                                               |
| 1961–62  | Odred Kikinda            | Bačka B. Palanka     | OFK Subotica                |                                               |
| 1962–63  | non disputata            | non disputata        | non disputata               | La VOJVOĐANSKA LIGA viene abolita             |
| 1963–64  | non disputata            | non disputata        | non disputata               |                                               |
| 1964–65  | Dinamo Pančevo           | ŽFK Banat Zrenjanin  | Radnički Sutjeska           | Rinasce la VOJVOĐANSKA LIGA al quarto livello |
| 1965–66  | Senta                    | Slavija Novi Sad     | Vršac                       |                                               |
| 1966–67  | Radnički S. Mitrovica    | Kombinat Vrbas       | BAK Bela Crkva              |                                               |
| 1967–68  | Senta                    | Vršac                | Bečej                       |                                               |
| 1968–69  | Hajduk Kula              | ŽAK Kikinda          | Bečej                       | La VOJVOĐANSKA LIGA ritorna al terzo livello  |
| 1969–70  | Hajduk Kula              | Srem                 | Sloven Ruma                 |                                               |
| 1970–71  | Srem                     | Vrbas                | Sloven Ruma                 |                                               |
| 1971–72  | Radnički Sombor          | Vrbas                | Sloven Ruma                 |                                               |
| 1972–73  | Vrbas                    | Polet Kikinda        | Bačka Subotica              |                                               |
| 1973–74  | Vrbas                    | Radnički Zrenjanin   | OFK Kikinda                 |                                               |
| 1974–75  | Spartak Subotica         | OFK Kikinda          | Bačka Subotica              |                                               |
| 1975–76  | OFK Kikinda              | Bačka Subotica       | Kozara Banatsko Veliko Selo |                                               |
| 1976–77  | Vrbas                    | Radnički Bajmok      | Srem                        |                                               |
| 1977–78  | Spartak Subotica         | AIK Bačka Topola     | Dinamo Pančevo              |                                               |
| 1978–79  | Vrbas                    | Crvenka              | AIK Bačka Topola            |                                               |
| 1979–80  | AIK Bačka Topola         | Bačka B. Palanka     | Radnički Bajmok             |                                               |
| 1980–81  | OFK Kikinda              | Novi Sad             | Srem                        |                                               |
| 1981–82  | Novi Sad                 | Vrbas                | Mladost Apatin              |                                               |
| 1982–83  | Vrbas                    | Jedinstvo Novi Bečej | Dinamo Pančevo              |                                               |
| 1983–84  | Crvenka                  | Radnički Sombor      | Bačka B. Palanka            |                                               |
| 1984–85  | AIK Bačka Topola         | Radnički Sombor      | Dinamo Pančevo              |                                               |
| 1985–86  | Dinamo Pančevo           | Kabel Novi Sad       | Crvenka                     |                                               |
| 1986–87  | Kabel Novi Sad           | AIK Bačka Topola     | Crvenka                     |                                               |
| 1987–88  | Bačka B. Palanka         | AIK Bačka Topola     | Vrbas                       |                                               |
| 1988–89  | Bečej                    | Hajduk Kula          | Mladost Bački Jarak         | La VOJVOĐANSKA LIGA ritorna al 4º livello     |
| 1989–90  | Hajduk Kula              | Radnički Sombor      | Radnički Zrenjanin          |                                               |
| 1990–91  | Dinamo Pančevo           | Inđija               | Srem                        |                                               |
| 1991–92  | Crvenka                  | Radnički Zrenjanin   | Mladost Bački Jarak         |                                               |
| 1992–93  | Bačka B. Palanka         | Bačka Subotica       | Cement Beočin               |                                               |
| 1993–94  | Sremac Vojka             | Crvenka              | Cement Beočin               |                                               |
| 1994–95  | Cement Beočin            | Rusanda Melenci      | Donji Srem                  |                                               |

### Srpska liga Vojvodina
| Stagione | Primo                | Secondo              | Terzo                 |
| -------- | -------------------- | -------------------- | --------------------- |
| 1995–96  | Solunac Karađorđevo  | Dinamo Pančevo       | Cement Beočin         |
| 1996–97  | Mladost Apatin       | ČSK Čelarevo         | Radnički Vršac        |
| 1997–98  | ČSK Čelarevo         | Vrbas                | Cement Beočin         |
| 1998–99  | Cement Beočin        | Big Bul Bačinci      | Kabel Novi Sad        |
| 1999–00  | Mladost Lukićevo     | Bud. Banatski Dvor   | Elan Srbobran         |
| 2000–01  | Veternik             | Solunac Karađorđevo  | Srem                  |
| 2001–02  | Elan Srbobran        | Mladost Lukićevo     | Inđija                |
| 2002–03  | Proleter Zrenjanin   | ČSK Čelarevo         | Bačka B. Palanka      |
| 2003–04  | Spartak Subotica     | ČSK Čelarevo         | Big Bul Bačinci       |
| 2004–05  | Glogonj              | ČSK Čelarevo         | Cement Beočin         |
| 2005–06  | Inđija               | Bečej                | Bačka B. Palanka      |
| 2006–07  | Novi Sad             | Proleter Novi Sad    | Palić                 |
| 2007–08  | Zlatibor voda Horgoš | Inđija               | Proleter Novi Sad     |
| 2008–09  | Proleter Novi Sad    | Radnički Sombor      | Mladost Bački Jarak   |
| 2009–10  | Big Bul Bačinci      | Veternik             | Palić                 |
| 2010–11  | Donji Srem           | Veternik             | Senta                 |
| 2011–12  | Radnički N. Pazova   | Sloga Temerin        | ČSK Čelarevo          |
| 2012–13  | Dolina Padina        | Sloga Temerin        | Radnički S. Mitrovica |
| 2013–14  | Bačka B. Palanka     | Dinamo Pančevo       | ČSK Čelarevo          |
| 2014–15  | ČSK Čelarevo         | Senta                | Bačka Subotica        |
| 2015–16  | Odžaci               | TSC Bačka Topola     | Radnički S. Mitrovica |
| 2016–17  | Bratstvo Prigrevica  | Omladinac N. Banovci | TSC Bačka Topola      |
| 2017–18  | Bečej                | Bratstvo Prigrevica  | Radnički N. Pazova    |
| 2018–19  | Kabel Novi Sad       | Hajduk Kula          | Omladinac N. Banovci  |

## Vittorie per squadra
| Titoli | Squadre |
| ------ | --- |
| 5      | Vrbas |
| 4      | Dinamo Pančevo |
| 3      | OFK Kikinda, Hajduk Kula, Spartak Subotica, Bečej, Bačka B. Palanka |
| 2      | AIK Bačka Topola, Novi Sad, Crvenka, Kabel Novi Sad, Cement Beočin, Mladost Apatin, ČSK Čelarevo |
| 1      | Radnički Kikinda, Srem, Radnički Sombor, Sremac Vojka, Senta, Radnički S. Mitrovica, Solunac Karađorđevo, Mladost Lukićevo, Veternik, Elan Srbobran, Proleter Zrenjanin, Glogonj, Inđija, Zlatibor voda Horgoš, Proleter Novi Sad, Big Bul Bačinci, Donji Srem, Radnički N. Pazova, Dolina Padina, Odžaci, Bratstvo Prigrevica |

## Coppa
La Kup FS Vojvodine viene disputata dalle compagini dalla terza divisione in giù. La vincitrice accede al turno preliminare della Kup Srbije.
| Stagione | Vincitrice          |
| -------- | ------------------- |
| 2005–06  | Big Bul Bačinci     |
| 2006–07  | Big Bul Bačinci     |
| 2007–08  | Big Bul Bačinci     |
| 2008–09  | Proleter Novi Sad   |
| 2009–10  | Donji Srem          |
| 2010–11  | Donji Srem          |
| 2011–12  | Dunav Stari Banovci |
| 2012–13  | Radnički N. Pazova  |
| 2013–14  | ČSK Čelarevo        |
| 2014–15  | ČSK Čelarevo        |
| 2015–16  | Mladost Bački Jarak |
| 2016–17  | Dinamo Pančevo      |
| 2017–18  | Mladost Bački Jarak |
| 2018–19  | Bratstvo Prigrevica |
| 2019–20  |                     |